# Bryconamericus lambari
Bryconamericus lambari är en fiskart som beskrevs av Luiz R. Malabarba och Kindel, 1995. Bryconamericus lambari ingår i släktet Bryconamericus och familjen Characidae. Inga underarter finns listade.